# René Netro
 (septembre 2023).
Si vous disposez d'ouvrages ou d'articles de référence ou si vous connaissez des sites web de qualité traitant du thème abordé ici, merci de compléter l'article en donnant les références utiles à sa vérifiabilité et en les liant à la section « Notes et références ».
René Netro Tagbo, né à Tereagui dans le Sud-Ouest de la Côte d'Ivoire le 12 juin 1958, est un homme politique ivoirien.
Appartenant à l'ethnie bakoué, cet enseignant des lycées et collèges est pendant plus d'une décennie un très proche collaborateur de Charles Bauza Donwahi, ancien ministre de l'Agriculture de Félix Houphouët-Boigny, ancien maire de Soubré et ancien président de l'Assemblée nationale. Netro est élu député à l'Assemblée nationale le 29 mars 1998 dans la circonscription de Soubré commune et Meagui sous-préfecture à la suite du décès de ce dernier. Il est réélu en 2000 à la première législature de la deuxième République. plusieurs fois réélu, Netro René continue de siéger à l'Assemblée Nationale en 2025 sans interruption. Militant du Parti démocratique de Côte d'Ivoire – Rassemblement démocratique africain (PDCI), René Netro est membre du bureau politique et vice-président de ce Parti. Il est également le Haut Représentant du Président du PDCI dans le District du Bas-Sassandra. 
À l'élection régionale d'octobre 2018, Netro est candidat indépendant à la présidence du conseil régional de la région de la Nawa. Il est opposé au président sortant Alain-Richard Donwahi, fils de Charles Bauza Donwahi. Donwahi est soutenu par le Rassemblement des houphouëtistes pour la démocratie et la paix (RHDP) et par le PDCI et il l'emporte avec 62,6 %. Lors de l'élection régionale de septembre 2023, Donwahi, soutenu par le RHDP mais plus par le PDCI est battu par René Netro, investi cette fois par le PDCI et le Parti des peuples africains – Côte d'Ivoire (PPA-CI). Il obtient 50,4 % des voix,.